# كراف مغا
كراف مغا (قراڤ مگع) (קרב מגע  بالعبرية وتعني «القتال المباشر» أو «القتال بالألتحام»). هو فن قتالي للدفاع عن النفس إسرائيلي الأصل، أنشأه إيمي ليشتنفلد، وهو مزيج من الملاكمة والمصارعة وقتال الشوارع.

## المؤسس
إيمي صموئيل ليشتنفلد، ولد عام 1910 لأسرة يهودية في مدينة بودابست عاصمة المجر ولكنه نشأ وترعرع في مدينة براتيسلافا عاصمة سلوفاكيا، وكان والده صموئيل ليشتفلد ضابط بوليس ومدرب دفاع عن النفس ومصارع سابق، فنشأ إيمي ليشتنفلد في بيئة خصبة بالفنون القتالية، فحاز على المركز الأول في بطولة سلوفاكيا للمصارعة لفئة الشباب عام 1928، وحاز على المركز الأول في بطولة سلوفاكيا للملاكمة عام 1929

## النشأة
في ثلاثينيات القرن العشرين ظهرت عصابات نازية تمارس العنف وتشن الهجمات ضد السكان اليهود المحليين، فبدأ اليهود بتشكيل لجان شعبية من المتطوعين لحراسة مناطقهم من هجمات النازيين، وكان إيمي ليشتنفلد من ضمن المشاركين في هذه اللجان الشعبية، وخاض اشتباكات كثيرة مع النازيين خلال هذه الفترة فاسترعى انتباهه بأن الملاكة والمصارعة غير كافيان للقتال الحقيقي الشرس في الشوارع خصوصاً ضد الهجمات بالآلات الحادة والعصي، فبدأ بملاحظة قتال الشوارع الدائر وابتكر إيمي ليشتنفلد من خلال ذلك هذا الفن القتالي لحماية الجالية اليهودية في سلوفاكيا من اعتداءات النازيين والمعادين للسامية. وفي فترة الأربعينيات من القرن الماضي طور إيمي ليشتنفلد الكراف ماغا كي يصبح مناسبًا للمتطلبات العسكرية للقوات الإسرائيلية، وبعد وفاة إيمي ليشتنفلد أدخل مجموعة من خبراء الكراف مغا بعض التحسينات والإضافات وظهرت عدة أساليب للكراف مغا ولكل أسلوب اتحاد دولي خاص إلا أن هذه الأساليب جميعا متفقة ومتشابهة في الجوهر والمبدأ، كما أنه يستخدم من قبل العديد من أفراد الشرطة وقوات النخبة في مختلف دول العالم. وكذلك هناك شريحة كبيرة من المدنيين تقبل على ممارسة الكراف مغا.

## مبادئ الكراف مغا
الأساس الذي بنى عليه إيمي ليشتنفلد المبادئ الجوهرية للكراف مغا هو الغريزة الطبيعية للإنسان، ويعتمد الكراف مغا على مهاجمة المناطق الضعيفة والحساسة في جسم الإنسان بأسرع وأبسط وسيلة ممكنة بالاعتماد على الهجوم المضاد المتزامن مع الدفاع. وليس الكراف مغا هو الفن القتالي الوحيد الذي يعتمد على الهجوم المضاد المتزامن مع الدفاع فهذه التقنية تشبه تقنية من فن الوينغ تشون.